# Nieskazitelna twarz
Nieskazitelna twarz – drugi singel zespołu Made in Poland wydany w 1986 roku.

## Lista utworów
1. „Nieskazitelna twarz” – 3:25
2. „Jedna kropla deszczu” – 3:20

## Skład
- Jolanta Pulchna – wokal
- Krzysztof Grażyński – gitara
- Piotr Pawłowski – gitara basowa
- Artur Hajdasz – perkusja